# Mustafa Denizli
Mustafa Denizli (Alaçatı, 10 novembre 1949) è un allenatore di calcio ed ex calciatore turco, di ruolo attaccante.

## Carriera
Fu capocannoniere del campionato turco nel 1980. Ha guidato la Nazionale turca agli Europei del 2000.

## Palmarès

### Giocatore

#### Club
- Coppa di Turchia: 2

Altay: 1966-1967, 1979-1980

#### Individuale
- Capocannoniere del campionato turco: 1

1979-1980 (12 gol)

### Allenatore
- Campionato turco: 3

Galatasaray: 1987-1988
Fenerbahçe: 2000-2001
Beşiktaş: 2008-2009
- Coppa di Turchia: 2

Galatasaray: 1990-1991
Beşiktaş: 2008-2009
- Supercoppa di Turchia: 3

Galatasaray: 1987, 1988, 1991